# Pastoral obrera de toda la Iglesia
La Pastoral Obrera de toda la Iglesia (Pastoral Obrera de tota l'Església), POTI, és un document que va ser aprovat el novembre de 1994 per la LXIIa assemblea plenària de la Conferència Episcopal Espanyola, resultat d'un procés llarg en el temps i que marca una data històrica, plena d'esperança en l'evangelització del Món Obrer.
Des d'aquestes pàgines oficials de l'Església Espanyola es recull gran part de la identitat de moviments com la JOC (Joventut Obrera Cristiana), l'ACO (Acció Catòlica Obrera), la GOAC (Germandat Obrera d'Acció Catòlica), el MIJAC (Moviment Infantil i Juvenil d'Acció Catòlica) i altres col·lectius eclesials.
És un document que fa una crida a la participació de tota l'Església perquè visqui aquesta identitat com a pròpia, definint diferents propostes per portar-ho a terme. Aquestes propostes, o línies d'acció les esquematitza en quatre nivells:
- Promoció,[2] presència i participació de la Pastoral Obrera en la vida i missió de l'Església
- Presència de la Pastoral Obrera a la societat[3]
- Formació de militants obrers cristians[4][5][6]
- Extenció de la Pastoral Obrera

Exemples que se'n poden extreure són: crear equips parroquials o arxiprestals de Pastoral Obrera que intenten fer arribar la formació social i la doctrina social de l'Església a molts cristians del món popular no associats en els moviments apostòlics; la posada en marxa de secretariat i delegacions de pastoral obrera a les diòcesis; les Coordinadores de Moviments Apostòlics; anunci de la intencionalitat del document a través de jornades o xerrades